# Pavel Smutný
Pavel Smutný (né le 9 février 1975 à Brno en Tchéquie) est un compositeur. 
Il a étudié à l'Université Masaryk de Brno. 
En 1998-99 il a composé la Missa Heroica à l'occasion de la canonisation de Franz Jägerstätter.